# Guatteria eriantha
Guatteria eriantha är en kirimojaväxtart som beskrevs av Heinrich Gustav Reichenbach och Heinrich Zollinger. Guatteria eriantha ingår i släktet Guatteria och familjen kirimojaväxter. Inga underarter finns listade i Catalogue of Life.